# East Rainton
East Rainton är en by i civil parish Hetton, i distriktet Sunderland, i grevskapet Tyne and Wear, i England. Byn ligger 19,2 km från Newcastle upon Tyne. Orten har 1 256 invånare (2015). East Rainton var en civil parish 1866–1937 när blev den en del av Hetton och Houghton le Spring. Civil parish hade 1 711 invånare år 1931.